# Fuhlsbüttel (koncentrationsläger)

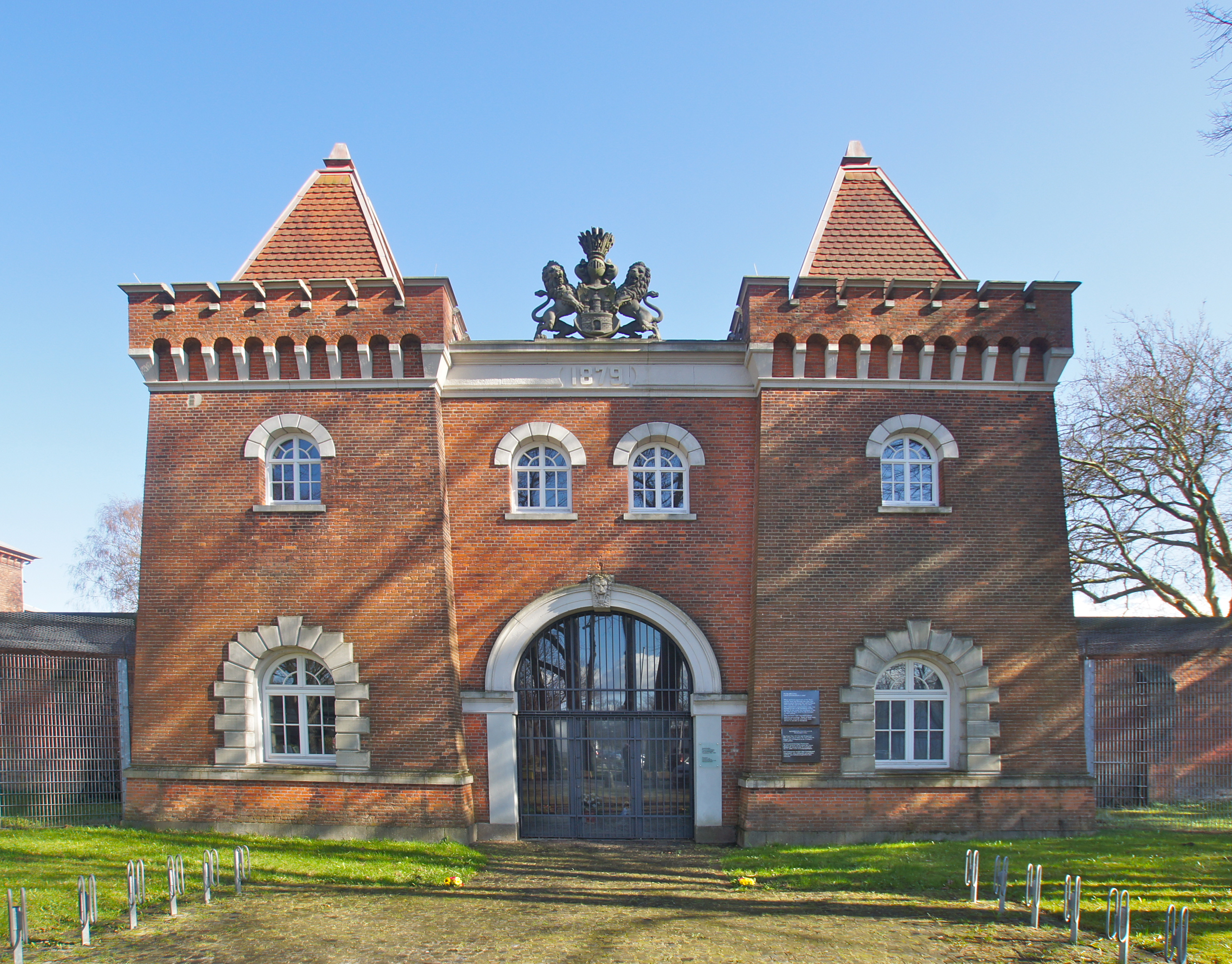
Ingången till det före detta koncentrationslägret.

Fühlsbüttel var ett nazistiskt koncentrationsläger som existerade från 1933 till 1945. Internerna var kommunister, socialdemokrater, judar, Jehovas vittnen, romer samt homosexuella män. Drygt 250 personer mördades i Fuhlsbüttel, som ibland gick under namnet Kola-Fu (en förkortning av Konzentrationslager Fuhlsbüttel).